# Liste der Nummer-eins-Hits in den Niederlanden (2014)
Dies ist eine Liste der Nummer-eins-Hits in den Niederlanden im Jahr 2014. Sie basiert auf den Nederlandse-Top-40-Singlecharts und den Dutch Album Top 100.

## Singles
| ← 2013 ← | Liste der Nummer-eins-Hits in den Niederlanden | Liste der Nummer-eins-Hits in den Niederlanden | Liste der Nummer-eins-Hits in den Niederlanden | 2015 →                    |
| \| Zeitraum \| Wo. ges. \| Interpret \| Titel Autor(en) \| Zusätzliche Informationen \| \| (Zeitraum, Wochen auf Platz eins, Interpret, Titel, Autor[en], zusätzliche Informationen) \| \| \| \| \| \| ----------------------------------------------------------------------------------------- \| -------- \| --------------------------------------- \| ------------------------------------------------------------------------------------------------------------------------------------------------------------------- \| ------------------------- \| \| 28. Dezember 2013 – 24. Januar 2014 4 Wochen \| 4 \| Pitbull feat. Kesha \| Timber Lukasz Gottwald, Henry Walter, Kesha Sebert, Armando C. Pérez, Priscilla Hamilton, Jamie Sanderson, Breyan Stanley Isaac, Lee Oskar, Keri Oskar, Greg Errico \| – \| \| 25. Januar 2014 – 21. Februar 2014 4 Wochen \| 4 \| John Legend \| All of Me John Stephens, Toby Gad \| – \| \| 22. Februar 2014 – 7. März 2014 2 Wochen \| 2 \| Katy Perry feat. Juicy J \| Dark Horse Max Martin, Lukasz Gottwald, Jordan Houston, Katy Perry, Henry Walter, Sarah Theresa Hudson \| – \| \| 8. März 2014 – 23. Mai 2014 11 Wochen \| 11 \| Clean Bandit feat. Jess Glynne \| Rather Be James Napier, Jack Patterson, Grace Chatto, Nicole Marshall \| – \| \| 24. Mai 2014 – 6. Juni 2014 2 Wochen \| 2 \| Calvin Harris \| Summer Calvin Harris \| – \| \| 7. Juni 2014 – 27. Juni 2014 3 Wochen \| 3 \| Nico & Vinz \| Am I Wrong William Wiik Larsen, Nico Sereba, Vincent Dery \| – \| \| 28. Juni 2014 – 18. Juli 2014 3 Wochen \| 3 \| Tove Lo feat. Hippie Sabotage \| Stay High (Habits Remix) Ebba Tove Elsa Nilsson, Jakob Jerlström, Ludvig Söderberg \| – \| \| 19. Juli 2014 – 8. August 2014 3 Wochen \| 3 \| Anders Nilsen \| Salsa Tequila \| – \| \| 9. August 2014 – 5. September 2014 4 Wochen \| 4 \| Lilly Wood & the Prick and Robin Schulz \| Prayer in C (Robin Schulz Remix) Nili Hadida, Benjamin Cotto \| – \| \| 6. September 2014 – 3. Oktober 2014 4 Wochen \| 4 \| Pitbull feat. John Ryan \| Fireball John Ryan, Andreas Schuller, Eric Frederic, Ilsey Juber, Armando C. Pérez, Tom Peyton \| – \| \| 4. Oktober 2014 – 17. Oktober 2014 2 Wochen \| 2 \| Calvin Harris feat. John Newman \| Blame Calvin Harris, John Newman, James Newman \| – \| \| 18. Oktober 2014 – 5. Dezember 2014 7 Wochen \| 7 \| Mr. Probz \| Nothing Really Matters \| – \| \| 6. Dezember 2014 – 16. Januar 2015 6 Wochen \| 6 \| Ed Sheeran \| Thinking Out Loud Ed Sheeran, Amy Wadge \| – \| |                                                |                                                | |                           |
| ← 2013 |                                                |                                                | | → 2015 →                  |
| Zeitraum | Wo. ges.                                       | Interpret                                      | Titel Autor(en) | Zusätzliche Informationen |
| (Zeitraum, Wochen auf Platz eins, Interpret, Titel, Autor[en], zusätzliche Informationen) |                                                |                                                | |                           |
| 28. Dezember 2013 – 24. Januar 2014 4 Wochen | 4                                              | Pitbull feat. Kesha                            | Timber Lukasz Gottwald, Henry Walter, Kesha Sebert, Armando C. Pérez, Priscilla Hamilton, Jamie Sanderson, Breyan Stanley Isaac, Lee Oskar, Keri Oskar, Greg Errico | –                         |
| 25. Januar 2014 – 21. Februar 2014 4 Wochen | 4                                              | John Legend                                    | All of Me John Stephens, Toby Gad | –                         |
| 22. Februar 2014 – 7. März 2014 2 Wochen | 2                                              | Katy Perry feat. Juicy J                       | Dark Horse Max Martin, Lukasz Gottwald, Jordan Houston, Katy Perry, Henry Walter, Sarah Theresa Hudson                                                              | –                         |
| 8. März 2014 – 23. Mai 2014 11 Wochen | 11                                             | Clean Bandit feat. Jess Glynne                 | Rather Be James Napier, Jack Patterson, Grace Chatto, Nicole Marshall                                                                                               | –                         |
| 24. Mai 2014 – 6. Juni 2014 2 Wochen | 2                                              | Calvin Harris                                  | Summer Calvin Harris | –                         |
| 7. Juni 2014 – 27. Juni 2014 3 Wochen | 3                                              | Nico & Vinz                                    | Am I Wrong William Wiik Larsen, Nico Sereba, Vincent Dery | –                         |
| 28. Juni 2014 – 18. Juli 2014 3 Wochen | 3                                              | Tove Lo feat. Hippie Sabotage                  | Stay High (Habits Remix) Ebba Tove Elsa Nilsson, Jakob Jerlström, Ludvig Söderberg                                                                                  | –                         |
| 19. Juli 2014 – 8. August 2014 3 Wochen | 3                                              | Anders Nilsen                                  | Salsa Tequila | –                         |
| 9. August 2014 – 5. September 2014 4 Wochen | 4                                              | Lilly Wood & the Prick and Robin Schulz        | Prayer in C (Robin Schulz Remix) Nili Hadida, Benjamin Cotto | –                         |
| 6. September 2014 – 3. Oktober 2014 4 Wochen | 4                                              | Pitbull feat. John Ryan                        | Fireball John Ryan, Andreas Schuller, Eric Frederic, Ilsey Juber, Armando C. Pérez, Tom Peyton                                                                      | –                         |
| 4. Oktober 2014 – 17. Oktober 2014 2 Wochen | 2                                              | Calvin Harris feat. John Newman                | Blame Calvin Harris, John Newman, James Newman | –                         |
| 18. Oktober 2014 – 5. Dezember 2014 7 Wochen | 7                                              | Mr. Probz                                      | Nothing Really Matters | –                         |
| 6. Dezember 2014 – 16. Januar 2015 6 Wochen | 6                                              | Ed Sheeran                                     | Thinking Out Loud Ed Sheeran, Amy Wadge | –                         |

## Alben
| ← 2013 ← | Liste der Nummer-eins-Hits in den Niederlanden | Liste der Nummer-eins-Hits in den Niederlanden | Liste der Nummer-eins-Hits in den Niederlanden                | 2015 →                                                                      |
| \| Zeitraum \| Wo. ges. \| Interpret \| Titel \| Zusätzliche Informationen \| \| (Zeitraum, Wochen auf Platz eins, Interpret, Titel, zusätzliche Informationen) \| \| \| \| \| \| ------------------------------------------------------------------------------ \| -------- \| ------------------------------------------- \| ------------------------------------------------------------- \| --------------------------------------------------------------------------- \| \| 28. Dezember 2013 – 17. Januar 2014 3 Wochen (insgesamt 6) \| 6 \| Marco Borsato \| Duizend spiegels \| – \| \| 18. Januar 2014 – 31. Januar 2014 2 Wochen \| 2 \| Bruce Springsteen \| High Hopes \| – \| \| 1. Februar 2014 – 7. Februar 2014 1 Woche (insgesamt 3) \| 3 \| Stromae \| Racine carrée \| – \| \| 8. Februar 2014 – 14. Februar 2014 1 Woche \| 1 \| Within Temptation \| Hydra \| – \| \| 15. Februar 2014 – 21. Februar 2014 1 Woche \| 1 \| Chef'Special \| Passing Through \| – \| \| 22. Februar 2014 – 28. Februar 2014 1 Woche (insgesamt 3) \| 3 \| Stromae \| Racine carrée \| – \| \| 1. März 2014 – 7. März 2014 1 Woche \| 1 \| Daniël Lohues \| D \| – \| \| 8. März 2014 – 14. März 2014 1 Woche \| 1 \| De Dijk & Amsterdam Sinfonietta \| Dijkers & Strijkers \| – \| \| 15. März 2014 – 21. März 2014 1 Woche \| 1 \| Blaudzun \| Promises of No Man’s Land \| – \| \| 22. März 2014 – 28. März 2014 1 Woche \| 1 \| Anouk \| Live at Symphonica in Rosso \| – \| \| 29. März 2014 – 4. April 2014 1 Woche \| 1 \| Jacqueline Govaert \| Songs to Soothe \| – \| \| 5. April 2014 – 11. April 2014 1 Woche \| 1 \| Amira Willighagen \| Amira \| – \| \| 12. April 2014 – 18. April 2014 1 Woche \| 1 \| Di-rect \| Daydreams in a Blackout \| – \| \| 19. April 2014 – 25. April 2014 1 Woche \| 1 \| Kinderen voor kinderen \| De allergrootste hits van Kinderen Voor Kinderen \| – \| \| 26. April 2014 – 2. Mai 2014 1 Woche \| 1 \| Triggerfinger \| By Absence of the Sun \| – \| \| 3. Mai 2014 – 16. Mai 2014 2 Wochen \| 2 \| Bløf \| In het midden van alles \| – \| \| 17. Mai 2014 – 27. Juni 2014 6 Wochen \| 6 \| The Common Linnets \| The Common Linnets \| – \| \| 28. Juni 2014 – 4. Juli 2014 1 Woche (insgesamt 2) \| 2 \| Nick & Simon \| Herinneringen – Het beste van \| – \| \| 5. Juli 2014 – 11. Juli 2014 1 Woche \| 1 \| 5 Seconds of Summer \| 5 Seconds of Summer \| – \| \| 12. Juli 2014 – 18. Juli 2014 1 Woche (insgesamt 2) \| 2 \| Nick & Simon \| Herinneringen – Het beste van \| – \| \| 19. Juli 2014 – 25. Juli 2014 1 Woche \| 1 \| Jason Mraz \| Yes! \| – \| \| 26. Juli 2014 – 1. August 2014 1 Woche (insgesamt 3) \| 3 \| Stromae \| Racine carrée \| – \| \| 2. August 2014 – 15. August 2014 2 Wochen \| 2 \| Eric Clapton & Friends \| The Breeze – An Appreciation of JJ Cale \| – \| \| 16. August 2014 – 29. August 2014 2 Wochen (insgesamt 3) \| 3 \| Kensington \| Rivals \| – \| \| 30. August 2014 – 12. September 2014 2 Wochen (insgesamt 3) \| 3 \| Jan Smit \| Jij & ik \| – \| \| 13. September 2014 – 19. September 2014 1 Woche \| 1 \| Waylon \| Heaven After Midnight \| – \| \| 20. September 2014 – 26. September 2014 1 Woche (insgesamt 3) \| 3 \| Jan Smit \| Jij & ik \| – \| \| 27. September 2014 – 3. Oktober 2014 1 Woche \| 1 \| Leonard Cohen \| Popular Problems \| – \| \| 4. Oktober 2014 – 10. Oktober 2014 1 Woche \| 1 \| Julio Iglesias \| The Spanish Collection \| – \| \| 11. Oktober 2014 – 17. Oktober 2014 1 Woche \| 1 \| De Dijk \| Allemansplein \| – \| \| 18. Oktober 2014 – 24. Oktober 2014 1 Woche \| 1 \| U2 \| Songs of Innocence \| – \| \| 25. Oktober 2014 – 31. Oktober 2014 1 Woche \| 1 \| Guus Meeuwis & New Cool Collective Big Band \| Hollandse meesters \| – \| \| 1. November 2014 – 7. November 2014 1 Woche \| 1 \| Taylor Swift \| 1989 \| – \| \| 8. November 2014 – 14. November 2014 1 Woche \| 1 \| Frans Bauer \| Lieve schat \| – \| \| 15. November 2014 – 21. November 2014 1 Woche \| 1 \| Pink Floyd \| The Endless River \| – \| \| 22. November 2014 – 28. November 2014 1 Woche \| 1 \| One Direction \| Four \| – \| \| 29. November 2014 – 19. Dezember 2014 3 Wochen \| 3 \| Anouk \| Paradise and Back Again \| – \| \| 20. Dezember 2014 – 26. Dezember 2014 1 Woche (insgesamt 14) \| 14 \| Michael Bublé \| Christmas \| Nach 2011 und 2012 steht das Album am dritten Weihnachtsfest an der Spitze. \| \| 27. Dezember 2014 – 2. Januar 2015 1 Woche \| 1 \| Nick & Simon \| Christmas With… – It’s Beginning to Look a Lot Like Christmas \| – \| |                                                |                                                |                                                               |                                                                             |
| ← 2013 |                                                |                                                |                                                               | → 2015 →                                                                    |
| Zeitraum | Wo. ges.                                       | Interpret                                      | Titel                                                         | Zusätzliche Informationen                                                   |
| (Zeitraum, Wochen auf Platz eins, Interpret, Titel, zusätzliche Informationen) |                                                |                                                |                                                               |                                                                             |
| 28. Dezember 2013 – 17. Januar 2014 3 Wochen (insgesamt 6) | 6                                              | Marco Borsato                                  | Duizend spiegels                                              | –                                                                           |
| 18. Januar 2014 – 31. Januar 2014 2 Wochen | 2                                              | Bruce Springsteen                              | High Hopes                                                    | –                                                                           |
| 1. Februar 2014 – 7. Februar 2014 1 Woche (insgesamt 3) | 3                                              | Stromae                                        | Racine carrée                                                 | –                                                                           |
| 8. Februar 2014 – 14. Februar 2014 1 Woche | 1                                              | Within Temptation                              | Hydra                                                         | –                                                                           |
| 15. Februar 2014 – 21. Februar 2014 1 Woche | 1                                              | Chef'Special                                   | Passing Through                                               | –                                                                           |
| 22. Februar 2014 – 28. Februar 2014 1 Woche (insgesamt 3) | 3                                              | Stromae                                        | Racine carrée                                                 | –                                                                           |
| 1. März 2014 – 7. März 2014 1 Woche | 1                                              | Daniël Lohues                                  | D                                                             | –                                                                           |
| 8. März 2014 – 14. März 2014 1 Woche | 1                                              | De Dijk & Amsterdam Sinfonietta                | Dijkers & Strijkers                                           | –                                                                           |
| 15. März 2014 – 21. März 2014 1 Woche | 1                                              | Blaudzun                                       | Promises of No Man’s Land                                     | –                                                                           |
| 22. März 2014 – 28. März 2014 1 Woche | 1                                              | Anouk                                          | Live at Symphonica in Rosso                                   | –                                                                           |
| 29. März 2014 – 4. April 2014 1 Woche | 1                                              | Jacqueline Govaert                             | Songs to Soothe                                               | –                                                                           |
| 5. April 2014 – 11. April 2014 1 Woche | 1                                              | Amira Willighagen                              | Amira                                                         | –                                                                           |
| 12. April 2014 – 18. April 2014 1 Woche | 1                                              | Di-rect                                        | Daydreams in a Blackout                                       | –                                                                           |
| 19. April 2014 – 25. April 2014 1 Woche | 1                                              | Kinderen voor kinderen                         | De allergrootste hits van Kinderen Voor Kinderen              | –                                                                           |
| 26. April 2014 – 2. Mai 2014 1 Woche | 1                                              | Triggerfinger                                  | By Absence of the Sun                                         | –                                                                           |
| 3. Mai 2014 – 16. Mai 2014 2 Wochen | 2                                              | Bløf                                           | In het midden van alles                                       | –                                                                           |
| 17. Mai 2014 – 27. Juni 2014 6 Wochen | 6                                              | The Common Linnets                             | The Common Linnets                                            | –                                                                           |
| 28. Juni 2014 – 4. Juli 2014 1 Woche (insgesamt 2) | 2                                              | Nick & Simon                                   | Herinneringen – Het beste van                                 | –                                                                           |
| 5. Juli 2014 – 11. Juli 2014 1 Woche | 1                                              | 5 Seconds of Summer                            | 5 Seconds of Summer                                           | –                                                                           |
| 12. Juli 2014 – 18. Juli 2014 1 Woche (insgesamt 2) | 2                                              | Nick & Simon                                   | Herinneringen – Het beste van                                 | –                                                                           |
| 19. Juli 2014 – 25. Juli 2014 1 Woche | 1                                              | Jason Mraz                                     | Yes!                                                          | –                                                                           |
| 26. Juli 2014 – 1. August 2014 1 Woche (insgesamt 3) | 3                                              | Stromae                                        | Racine carrée                                                 | –                                                                           |
| 2. August 2014 – 15. August 2014 2 Wochen | 2                                              | Eric Clapton & Friends                         | The Breeze – An Appreciation of JJ Cale                       | –                                                                           |
| 16. August 2014 – 29. August 2014 2 Wochen (insgesamt 3) | 3                                              | Kensington                                     | Rivals                                                        | –                                                                           |
| 30. August 2014 – 12. September 2014 2 Wochen (insgesamt 3) | 3                                              | Jan Smit                                       | Jij & ik                                                      | –                                                                           |
| 13. September 2014 – 19. September 2014 1 Woche | 1                                              | Waylon                                         | Heaven After Midnight                                         | –                                                                           |
| 20. September 2014 – 26. September 2014 1 Woche (insgesamt 3) | 3                                              | Jan Smit                                       | Jij & ik                                                      | –                                                                           |
| 27. September 2014 – 3. Oktober 2014 1 Woche | 1                                              | Leonard Cohen                                  | Popular Problems                                              | –                                                                           |
| 4. Oktober 2014 – 10. Oktober 2014 1 Woche | 1                                              | Julio Iglesias                                 | The Spanish Collection                                        | –                                                                           |
| 11. Oktober 2014 – 17. Oktober 2014 1 Woche | 1                                              | De Dijk                                        | Allemansplein                                                 | –                                                                           |
| 18. Oktober 2014 – 24. Oktober 2014 1 Woche | 1                                              | U2                                             | Songs of Innocence                                            | –                                                                           |
| 25. Oktober 2014 – 31. Oktober 2014 1 Woche | 1                                              | Guus Meeuwis & New Cool Collective Big Band    | Hollandse meesters                                            | –                                                                           |
| 1. November 2014 – 7. November 2014 1 Woche | 1                                              | Taylor Swift                                   | 1989                                                          | –                                                                           |
| 8. November 2014 – 14. November 2014 1 Woche | 1                                              | Frans Bauer                                    | Lieve schat                                                   | –                                                                           |
| 15. November 2014 – 21. November 2014 1 Woche | 1                                              | Pink Floyd                                     | The Endless River                                             | –                                                                           |
| 22. November 2014 – 28. November 2014 1 Woche | 1                                              | One Direction                                  | Four                                                          | –                                                                           |
| 29. November 2014 – 19. Dezember 2014 3 Wochen | 3                                              | Anouk                                          | Paradise and Back Again                                       | –                                                                           |
| 20. Dezember 2014 – 26. Dezember 2014 1 Woche (insgesamt 14) | 14                                             | Michael Bublé                                  | Christmas                                                     | Nach 2011 und 2012 steht das Album am dritten Weihnachtsfest an der Spitze. |
| 27. Dezember 2014 – 2. Januar 2015 1 Woche | 1                                              | Nick & Simon                                   | Christmas With… – It’s Beginning to Look a Lot Like Christmas | –                                                                           |

## Jahreshitparaden
| ← 2013 ← | Liste der Nummer-eins-Hits in den Niederlanden | Liste der Nummer-eins-Hits in den Niederlanden                                                | Liste der Nummer-eins-Hits in den Niederlanden | 2015 →   |
| \| Singles \| Position# \| Alben \| \| ------------------------------------------------------------------------------------------------------------------------------- \| --------- \| --------------------------------------------------------------------------------------------- \| \| Rather Be Clean Bandit feat. Jess Glynne James Napier, Jack Patterson, Grace Chatto, Nicole Marshall \| 1 \| The Common Linnets \| \| Am I Wrong Nico & Vinz William Wiik Larsen, Nico Sereba, Vincent Dery \| 2 \| Ghost Stories Coldplay \| \| Summer Calvin Harris \| 3 \| Racine carrée Stromae \| \| Stolen Dance Milky Chance Clemens Rehbein, Philipp Dausch \| 4 \| Feest – 35 Kinderen voor kinderen \| \| Budapest George Ezra George Ezra, Joel Pott \| 5 \| The Endless River Pink Floyd \| \| Prayer in C (Robin Schulz Remix) Lilly Wood & the Prick and Robin Schulz Nili Hadida, Benjamin Cotto \| 6 \| Paradise and Back Again Anouk \| \| All of Me John Legend John Stephens, Toby Gad \| 7 \| Jij & ik Jan Smit \| \| Stay with Me Sam Smith Sam Smith, James Napier, William Phillips \| 8 \| De allergrootste hits van Kinderen voor kinderen – Waanzinnig gedroomd Kinderen voor kinderen \| \| Happy Pharrell Williams \| 9 \| × Ed Sheeran \| \| Dark Horse Katy Perry feat. Juicy J Max Martin, Lukasz Gottwald, Jordan Houston, Katy Perry, Henry Walter, Sarah Theresa Hudson \| 10 \| Xscape Michael Jackson \| |                                                |                                                                                               |                                                |          |
| ← 2013 |                                                |                                                                                               |                                                | → 2015 → |
| Singles | Position#                                      | Alben                                                                                         |                                                |          |
| Rather Be Clean Bandit feat. Jess Glynne James Napier, Jack Patterson, Grace Chatto, Nicole Marshall | 1                                              | The Common Linnets                                                                            |                                                |          |
| Am I Wrong Nico & Vinz William Wiik Larsen, Nico Sereba, Vincent Dery | 2                                              | Ghost Stories Coldplay                                                                        |                                                |          |
| Summer Calvin Harris | 3                                              | Racine carrée Stromae                                                                         |                                                |          |
| Stolen Dance Milky Chance Clemens Rehbein, Philipp Dausch | 4                                              | Feest – 35 Kinderen voor kinderen                                                             |                                                |          |
| Budapest George Ezra George Ezra, Joel Pott | 5                                              | The Endless River Pink Floyd                                                                  |                                                |          |
| Prayer in C (Robin Schulz Remix) Lilly Wood & the Prick and Robin Schulz Nili Hadida, Benjamin Cotto | 6                                              | Paradise and Back Again Anouk                                                                 |                                                |          |
| All of Me John Legend John Stephens, Toby Gad | 7                                              | Jij & ik Jan Smit                                                                             |                                                |          |
| Stay with Me Sam Smith Sam Smith, James Napier, William Phillips | 8                                              | De allergrootste hits van Kinderen voor kinderen – Waanzinnig gedroomd Kinderen voor kinderen |                                                |          |
| Happy Pharrell Williams | 9                                              | × Ed Sheeran                                                                                  |                                                |          |
| Dark Horse Katy Perry feat. Juicy J Max Martin, Lukasz Gottwald, Jordan Houston, Katy Perry, Henry Walter, Sarah Theresa Hudson | 10                                             | Xscape Michael Jackson                                                                        |                                                |          |